# W. Chapman Revercomb

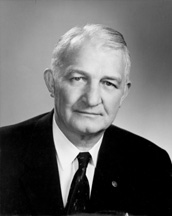
W. Chapman Revercomb

William Chapman Revercomb (* 20. Juli 1895 in Covington, Virginia; † 6. Oktober 1979 in Charleston, West Virginia) war ein US-amerikanischer Politiker (Republikanische Partei), der den Bundesstaat West Virginia im US-Senat vertrat.
Revercomb begann ein Studium an der Washington and Lee University in Lexington, das er aber unterbrach, um sich der US Army anzuschließen und im Ersten Weltkrieg zu kämpfen. Er schied mit dem Rang eines Korporals aus und kehrte in die USA zurück, wo er sein Studium an der University of Virginia fortsetzte und 1919 graduierte. Er praktizierte als Anwalt in Covington, bis er 1922 nach Charleston im benachbarten West Virginia umzog.
1942 wurde Revercomb erstmals für die Republikaner in den US-Senat gewählt, wobei er sich mit 55,4 Prozent der Stimmen gegen den Demokraten Matthew M. Neely durchsetzte. Nach dem Amtsantritt von Präsident Harry S. Truman profilierte er sich im Kongress als Gegner von dessen Außen- und Innenpolitik sowie als strikter Befürworter der Bürgerrechte. Nach verlorener Wiederwahl musste er seinen Senatssitz 1948 an den nun siegreichen Neely abtreten; auch 1952, als er sich um den zweiten Sitz West Virginias bewarb, unterlag er – diesmal gegen Harley M. Kilgore.
Erst 1956 gelang Revercomb durch eine Nachwahl die Rückkehr in den Senat. Er bezwang William C. Marland und nahm daraufhin den Platz des verstorbenen Harley Kilgore ein, dessen Mandat zuvor kommissarisch an William R. Laird gegangen war. Nach zweijähriger Amtszeit musste er sich der regulären Wahl stellen, bei der er gegen den demokratischen Kongressabgeordneten Robert Byrd verlor. Byrd hat in der Folge bis zu seinem Tod im Jahr 2010 diesen Senatssitz für seine Partei verteidigt; die folgende Nachwahl entschied mit Joe Manchin wieder ein Demokrat für sich. Revercomb ist damit der bislang letzte Republikaner, der West Virginia im Senat vertrat.
Nachdem es ihm nicht gelungen war, republikanischer Kandidat für die Gouverneurswahl in West Virginia 1960 zu werden, zog sich W. Chapman Revercomb aus der Politik zurück. Er arbeitete wieder als Anwalt in Charleston bis zu seinem Tod 1979.